# Radnor (Pennsylvania)
Radnor è una comunità non incorporata nella Radnor Township, nella contea di Delaware, nello stato americano della Pennsylvania.
Vi aveva sede il campus della Cabrini University, poi passato alla Villanova University.